# トゥメン・テムル
トゥメン・テムル（モンゴル語: Түмэнтөмөр、Tümen-temür、中国語: 禿満帖木児、? - 1325年）は、モンゴル帝国第4代皇帝モンケ・カアンの孫。『元史』などの漢文史料では武平王禿満帖木児、『集史』などのペルシア語史料ではتومان تیمور (Tūmān tīmūr) と記される。

## 概要
『元史』宗室世系表や『集史』「モンケ・カアン紀」本文にはトゥメン・テムルの名前がないものの、『集史』図表や『五分枝』『高貴系譜』ではモンケの子のシリギの子としてتومان تیمور (Tūmān tīmūr)の名前を記している。また、トゥメン・テムルの兄弟にはウルス・ブカやトレ・テムルがいた。
トゥメン・テムルの父のシリギは1276年に「シリギの乱」を起こして大元ウルスより離脱し、「シリギの乱」終結後もモンケ家の皇族の多くがカイドゥ・ウルスに加わって大元ウルスと戦っていた。トゥメン・テムルの前半生については記録がなく不明であるが、兄のウルス・ブカとともに13世紀末までカイドゥ側にあり、14世紀初頭までに大元ウルスに投降したものとみられる。
トゥメン・テムルの活動は主にブヤント・カアン（仁宗アユルバルワダ）の治世中に記録されている。延祐4年（1317年）にはブヤント・カアンより金1200両・銀7700両・鈔17700錠・幣帛2000匹を下賜され、翌延祐5年（1318年）には鈔4万錠を下賜されている。同年にトゥメン・テムルは武平王に封ぜられ、螭紐金印を与えられた。
『元史』諸王表では泰定3年（1325年）にテグス・ブカが武平王位を継いだことが記録されているため、この頃までには亡くなったものと見られる。

## 武平王位
『元史』諸王表にはトゥメン・テムルに与えられた武平王位は泰定3年（1325年）にテグス・ブカに、至順元年（1330年）にブカ・テムルに与えられたことが記されている。テグス・ブカについては并王晃火帖木児を兄とする記述があり、トゥメン・テムルの兄ウルス・ブカの息子であった。
ブカ・テムルの出自は不明であるが、モンケ家の人物ではなかった。これはエル・テムルを中心とするトク・テムル政権の方針として有力王家を削減しようとしたためと推測されている。

## モンケ家の系図
- モンケ・カアン…トルイの長男で、モンケ・ウルスの創始者。
  - バルトゥ（Baltu,班禿／بالتوBāltū）…モンケの嫡長子。
    - トレ・テムル（Töre-temür,توراتیمورTūlā tīmūr）…バルトゥの息子。

  - ウルン・タシュ（Ürüng-daš,玉龍答失／اورنگتاشŪrung tāsh）…モンケの次男で、第2代モンケ・ウルス当主。
    - サルバン（Sarban,撒里蛮／ساربانSārbān）…ウルン・タシュの息子。

  - シリギ（Sirigi,昔里吉شیرکیShīrkī）…モンケの庶子で、第3代モンケ・ウルス当主。
    - ウルス・ブカ（Ulus-buqa,兀魯思不花王／اولوس بوقاŪlūs būqā）…シリギの息子で、第4代モンケ・ウルス当主。
      - コンコ・テムル（Qongqo-temür,并王晃火帖木児／قونان تیمورQūnān tīmūr）…ウルス・ブカの息子。
        - チェリク・テムル（Čerik-temür,徹里帖木児）…コンコ・テムルの息子で、第7代モンケ・ウルス当主。

      - テグス・ブカ（Tegüs-buqa,武平王帖古思不花）…ウルス・ブカの息子、コンコ・テムルの弟で、第2代武平王。

    - トレ・テムル（Töre-temür,توراتیمورTūlā tīmūr）…シリギの息子。
    - トゥメン・テムル（Tümen-temür,武平王禿満帖木児／تومان تیمورTūmān tīmūr）…シリギの息子で、初代武平王。

  - アスタイ（Asudai,阿速歹／آسوتایĀsūtāī）…モンケの庶子。
    - オルジェイ（Ölǰei,衛王完沢／اولجایŪljāī）…アスタイの息子で、第5代モンケ・ウルス当主。
      - チェチェクトゥ（Čečektu,郯王徹徹禿）…オルジェイの息子で、第6代モンケ・ウルス当主。

    - フラチュ（Hulaču,忽剌出／هولاچوHūlāchū）…アスタイの息子。
    - ハントム（Hantom,هنتوم／Hantūm）…アスタイの息子。
    - オルジェイ・ブカ（Ölǰei buqa,اولجای بوقا／Ūljāī būqā）…アスタイの息子。